# Karol Divín
Karol Emil Divín, nato Karol Finster, detto Karcsi (Budapest, 22 febbraio 1936 – Brno, 6 aprile 2022), è stato un pattinatore artistico su ghiaccio cecoslovacco.

## Biografia
Karol Finster nacque il 22 febbraio 1936 a Budapest. La madre Irma era ceca, il padre Anton era ungherese di origini tedesche. Di sé stesso Karol disse in un'intervista:
La famiglia Finster alla fine della Seconda guerra mondiale fuggì dall'Ungheria a Praga e di lì in Slovacchia, a Bratislava, dove si stabilì. Dopo il trasferimento il padre cambiò il cognome di  Karol, dandogli quello della nonna. La famiglia Divín viveva in Vajnorská ulica, nel quartiere di Tehelné pole. Abitava vicino ai centri sportivi e mostrava molto interesse verso calcio e tennis. Il padre lo diresse severamente verso il pattinaggio di figura, perché lui stesso era stato tre volte campione d'Ungheria ed era allenatore. Allenò il figlio fino dall'infanzia.
Dal 1953 al 1956 la famiglia visse a Praga, dove Karol Divín divenne membro dell'"Ústredný dom armády" (Casa centrale dell'esercito). In questo periodo questo era li migliore centro di allenamento della Cecoslovacchia. Dopo tornò  a Bratislava, dove fu membro della società sportiva  TJ Slovan Bratislava.
Karol Divín visse per 17 anni in Canada, dal 2001 si trasferì con la moglie Miroslava, ceca, a Brno. Ha un figlio e due figlie.

## Palmarès
| Internazionali                                                                | Internazionali | Internazionali | Internazionali | Internazionali | Internazionali | Internazionali | Internazionali | Internazionali | Internazionali | Internazionali | Internazionali |
| Evento                                                                        | 1954           | 1955           | 1956           | 1957           | 1958           | 1959           | 1960           | 1961           | 1962           | 1963           | 1964           |
| ----------------------------------------------------------------------------- | -------------- | -------------- | -------------- | -------------- | -------------- | -------------- | -------------- | -------------- | -------------- | -------------- | -------------- |
| Giochi olimpici invernali                                                     |                |                | 5°             |                |                |                | 2°             |                |                |                | 4°             |
| Campionati mondiali                                                           |                | 5°             | 6°             |                | 6°             | 5°             |                | *              | 2°             | 4°             | 3°             |
| Campionati europei                                                            | 3°             | 3°             | 3°             | 2°             | 1°             | 1°             | R              |                | 2°             |                | 3°             |
| Universiadi                                                                   |                |                |                |                |                |                |                |                |                |                | 1°             |
| Nazionali                                                                     |                |                |                |                |                |                |                |                |                |                |                |
| Campionati cecoslovacchi                                                      | 1°             | 1°             | 1°             | 1°             | 1°             | 1°             | 1°             | 1°             | 1°             | 1°             | 1°             |
| R = Ritirato * Edizione annullata a causa dell'incidente del Volo Sabena 548. |                |                |                |                |                |                |                |                |                |                |                |